# Hieracium atrellum
Hieracium atrellum là một loài thực vật có hoa trong họ Cúc. Loài này được (Zahn) Üksip ex Kotov mô tả khoa học đầu tiên năm 1965.